# ورنكش
ورنكش هي قرية في مقاطعة ميانة، إيران. عدد سكان هذه القرية هو 1,316 في سنة 2006.